# Cristina Iniesta i Blasco
Cristina Iniesta i Blasco (Barcelona, 1958) és una metgessa i política catalana, diputada al Parlament de Catalunya en la IX Legislatura.
En 1981 es llicencià en Medicina i Cirurgia a la Universitat de Barcelona, i en 1993 es doctorà cum laude a la Universitat Autònoma de Barcelona. Tanmateix, té un màster consultor en desenvolupament organitzacional d'empreses sanitàries i ha orientat la seva carrera vers l'administració sanitària.
El 1986 aprovà les oposicions a metgessa inspectora del Cos Sanitari de la Seguretat Social a Catalunya. De 1988 a 1990 fou cap de la Unitat d'Urgències de l'Hospital de la Vall d'Hebron i de 1990 a 1999 en fou subdirectora mèdica. De 1999 a 2001 fou directora tècnica de la Fundació Doctor Robert-UAB, de 2002 a 2008 directora de l'Hospital del Mar i de 2008 a 2010 coordinadora de la Xarxa catalana d'hospitals i serveis sanitaris promotors de la salut-HPH.
Fou escollida diputada per Barcelona a les eleccions al Parlament de Catalunya de 2010 dins les llistes de Convergència i Unió. Fou portaveu del seu grup parlamentari en la Comissió de Salut del parlament de Catalunya. Pel juliol de 2011 renuncià a l'escó quan fou nomenada Delegada de Salut de l'ajuntament de Barcelona, Presidenta de l'Agència de Salut Pública de Barcelona (ASPB) i vicepresidenta del Consorci Sanitari de Barcelona. Pel juliol de 2015, amb la sortida de Xavier Trias i Vidal de Llobatera de l'alcaldia de Barcelona deixà tots aquests càrrecs i fou nomenada Directora General d'Ordenació i Regulació Sanitàries.